# みんなの滋賀新聞
みんなの滋賀新聞（みんなのしがしんぶん）は滋賀県で一時期の間発行されていた新聞である。

## 概要
1979年に「滋賀日日新聞」が廃刊（その後、資本関係にあった京都新聞に統合され、同社の滋賀版となった）となって以降、本格的な県域新聞が無かった滋賀県で、財界や個人が共同出資して設立した「みんなで作る新聞社」が2005年4月29日に創刊した。
2003年秋に題字の一般公募を行った結果、官民一体での新聞社作りに共感をもてることが決め手となってこの紙名が決定した（応募数の中で最も多かったものは『滋賀新聞』だったが、既に京都新聞社によって商標登録されていたため（2004年〜2007年に同社によって同名の週刊紙が発行された）に採用できなかった）。
発行は朝刊専売で、滋賀県内の朝日新聞、毎日新聞の販売店（一部地区を除く）からの宅配と、駅・コンビニエンスストアなどでの即売で販売された（京都市山科区のJR西日本山科駅のキヨスクでも販売）。定価は月極購読料が1995円、1部売り定価が80円で、日本海新聞および系列の大阪日日新聞と同じく当時の全国の主要な朝刊新聞では最も安い値段設定だった。購読申し込みは滋賀県内の平和堂各店の「くらしのサービスセンター」でも受け付けていた。
キャッチコピーは、“滋賀が『いっぱい』。暮らしに『プラス』。”。
創刊当初は16〜20ページ立てだったものが、末期の2005年9月時点で12ページ立ての日が多くなった。共同通信社や記者クラブへの加盟を拒否され、国内外のニュースが掲載されておらず、滋賀県内のニュースを独自に取材して掲載していた。
この年に実施された衆議院議員選挙において、本紙は公職選挙法第148条の規定（新聞の場合、当該選挙公示の6ヶ月以上前から月3回以上定期的に有償で発行され、第三種郵便物の承認を受けたものでなければ、その選挙に関する報道・論評は認められないが、本紙の場合、同選挙の公示日の時点で創刊より6ヶ月以上経過していなかった）により投票日までの選挙報道の一切を自粛せざるを得ない事態となった。このこともあり、発行部数は伸び悩み、新聞の継続的発行が困難となり、同年9月17日付を以って休刊となった。従業員53人は、10月17日付で全員解雇となった。
「みんなで作る新聞社」は、資金調達の目途がつかず、11月7日には大津市内の事務所を閉鎖し、12月28日に大津地方裁判所へ自己破産を申請し倒産した。
同新聞の休刊後は、滋賀県内をカバーする新聞としては滋賀報知新聞と滋賀夕刊があるものの、現在は日本新聞協会へ加盟していない。そのため、京都府の京都新聞と愛知県を中心とした中部地方のブロック紙である中日新聞の滋賀県向けの新聞が事実上の県域新聞の機能を補填している状態である。

## 歴史
- 2002年7月 滋賀経済同友会に「情報インフラ研究会」発足
- 2003年7月 滋賀経済同友会、県民による新県域紙の創刊を提言、新県域紙創刊が具体化
- 同年9月1日 「みんなで作る新聞社」設立
- 同年10月7日 題字公募開始
- 2004年1月26日 題字を発表
- 2005年4月29日 創刊号発行
- 同年9月17日 最終号発行
- 同年11月7日 本社事務所閉鎖
- 同年12月28日 大津地方裁判所へ自己破産を申請し、倒産

## 本社
（2005年7月当時）
- 大津市におの浜4-7-5

## 支社・支局
（2005年7月当時）
- 彦根、近江八幡